# Condominio (film)
Condominio è un film italiano del 1991 diretto da Felice Farina.
Film corale, racconta piccole storie umane ambientate in un palazzone di Roma. 

## Trama
Il ragionier Michele Marrone, appena trasferito con la famiglia alla Magliana, alla prima riunione di condominio cui partecipa, viene nominato amministratore. In breve scopre che il suo nuovo incarico non è dovuto al riconoscimento delle sue qualità ma, piuttosto, al gusto di fargli un dispetto. Il condominio nasconde infatti ripicche, rivalse, litigi infiniti, fondi sperperati o perduti (il precedente amministratore è scappato con la cassa), amori timidi e tristi.

## Produzione
Il film venne prodotto dalla Cooperativa Immaginazione. Il condominio del film si trova in via Pescaglia 93, nel quartiere romano della Magliana.

## Critica
«... riuscita galleria di ritratti... film gradevole, ispirato al cinema popolare...» (Paolo Mereghetti, Dizionario dei film 1993)

## Riconoscimenti
Ciccio Ingrassia vinse con questo film il David di Donatello per la sua interpretazione del maresciallo Scarfi.